# جون ألين هيندريكس
جون ألين هيندريكس (بالإنجليزية: John Allen Hendricks)‏ هو بروفيسور ومؤلف أمريكي، ولد في 2 مارس 1970.

## وصلات خارجية
- الموقع الرسمي